# 释太虚
釋太虚（1890年1月8日—1947年3月17日），俗名吕淦森、沛林，法名唯心，法字太虛，別號昧庵，以字行，出生於浙江海寧縣長安镇，籍贯浙江崇德县（今桐乡市），著名佛教僧人、思想家，一生倡導佛教革命，致力佛教事業，自謂：「志在整理僧伽制度，行在《菩薩瑜伽戒本》。」是印順法師、東初法師、大勇法師、慈航法師的入門師父，被推崇為人間佛教的創始人，受到佛教後學們的崇敬。

## 生平

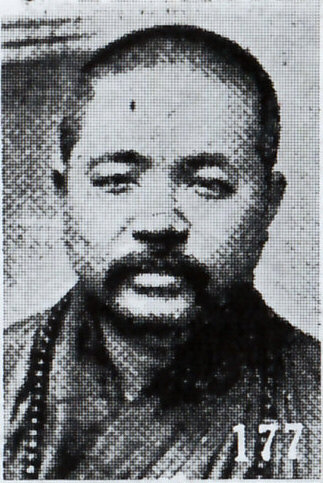
《最新支那要人传》中的太虛大師

1890年1月8日，太虚出生于浙江海宁长安镇的一個木工家庭，二歲喪父，五歲時母親改嫁，他由外祖母養育照顧，二舅張子纲设蒙塾于庵，他從學读书识字，學名沛林。初上學時，由於體弱多病，時常中輟，故有強記善忘情形。到了八歲，二舅教導四書與今古奇觀等書，理解力開始萌發增長。
1904年5月，离开长安镇，在吴江县平望小九华寺隨士達法師剃度出家，臨濟宗法名「唯心」，後由师祖奘年法師立表字「太虚」。12月，随奘年于曹洞宗宁波天童寺受戒，得戒师敬安法师，尊证师道阶法师。在传戒过程中，由于太虚大師记忆力超群，短时间内将各种戒本背得烂熟，答问如流，众戒师「咸以法器相许」。太虛受戒時，寄禪法師（八指頭陀）也特意囑咐奘年法師，要加意維護太虛，勉其為佛門龍象，並介紹他到水月法師處學習。随后几年，在敬安法师、歧昌法师、道阶法师等高僧的教导下，太虚大師学习了经论包括：《法华经》、《楞严经》等，同时也翻阅《指月录》、《高僧传》、《鳳洲綱鑑》等，將禪錄中話頭默自參究。
1907年，聽道階師講《楞嚴經》，閱《楞嚴蒙鈔》、《楞嚴宗通》，暇時受《相宗八要》及《賢首五教儀》，於教義略植初基。後太虚大師前往慈溪西方寺阅大藏经，阅《大般若经》有悟。1908年，在僧人华山的影响下，太虚大師阅读了不少改良派、革命派著作，包括康有为《大同书》、梁启超《新民说》、章太炎《告佛弟子书》等。同年夏天，结识了革命僧人栖云，开始与革命党人来往。又赴七塔寺聽諦閑法師講《天台四教儀集註》。1909年，到南京就读于杨仁山居士创办的祇洹精舍，並跟隨蘇曼殊學習英文。
1910年，应栖云邀请前往广州，于寺院狮子林设佛学精舍讲学，后任双溪寺住持，期间阅读了托尔斯泰、巴枯宁、马克思等人的译著，結交潘達微、莫紀彭、梁尚同等人。1911年，他擔任廣州白雲山雙溪寺住持，與朱執信相識，不時與革命黨人祕密集會。4月，同盟会黄花岗起义爆发，旋即失败，太虚大師作诗〈弔黄花岗〉，初四句云：“南粤城里起战争，隆隆炮声惊天地！为复民权死亦生，大書特書一烈字”，后被官方察觉，派兵围捕，太虚大師避居《平民报》报馆。

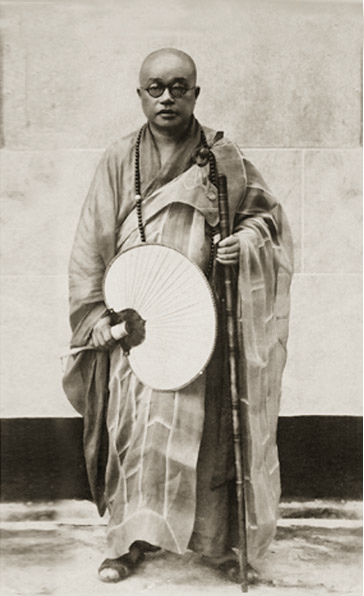
太虚

1912年元旦，中华民国在南京宣告成立。太虚大師随后在南京发起成立佛教协进会，于毗庐寺设立筹备处。在社会党成员的引荐下，孙中山在总统府接见了太虚大師，并托其秘书马君武与之详谈。太虚大師详细阐述了佛教改革、筹备协进会的情况，得到马君武的赞可。
此时，仁山法師也来到南京，他准备上书教育部，要求将金山寺改办成僧学堂以造就僧才。在与太虚大師商议后，决定同往镇江，联合众人，召开协进会的成立大会，共图改革大业。1912年1月，太虚大師等人抵达金山寺，他们拜访了方丈青权、知客霜亭等，讨论协进会事宜。由于改革佛教的主张，触及守旧势力的利益，而且仁山法師与这些人早有宿怨，但青权等人碍于革命风潮、太虚大師等人多势众，协进会还是在金山召开。
當時与会者僧众有二三百人，各界来宾有三四百，其中以社会党人为多，太虚大師被推选为会议主席，讲明设会宗旨，宣读会章，接着仁山法師发言，他指责传统的剃度制、子孙住持制，认为其压制有识僧人的成长，要求予以废除。扬州僧人寂山随即登台演说，批驳仁山法師无端冒犯祖制，胡作非为。仁山法師听罢，怒火中烧，再次登台，力数扬州、镇江诸山长老昏庸无能、专谋私利。仁山法師的发言，受到了来宾的欢迎，他趁机提出，要以金山寺开办佛教学堂，全部寺产充作办学经费，方丈青权表示无法忍受，寂山高声呼打，但由于社会党人压阵，甚至有人用手杖击打寂山头颅，青权等人最后只好忍耐表面接受。太虚大師对混乱的会场，自觉不妥，随后宣布散会。
当晚，仁山法師带领二十多个同学接管金山寺。太虚大師将镇江诸事务交付仁山法師住持，自己回到南京。几天后，霜亭带领几十个人趁夜进入佛协会，将仁山法師等人打成重伤。在舆论的谴责下，青权、霜亭等人被判刑，但随后因为政府大赦，青权等人又回到金山寺，重新担任住持。從此他佛教革命名聲便廣為流傳。
1913年，他在寄禪的追悼會上，提出教理、教產、教制三大革命，並計劃組織『佛教弘誓會』。1914年至1916年间，太虚大師在浙江普陀山闭关于锡龄禅院，由印光大師为其封关。他在關中坐禪、禮佛、寫作，日有常課，並閱讀各種新舊學書籍。翌年春，他開始精研《三論玄疏》，而以《百論疏》用功尤多。
出关后，太虚大師赴日本、台湾和东南亚考察当地佛教。1918年，回国后鼓吹佛教革新，他和陳立元、章太炎創立覺社，主編《覺社叢書》，發表《整理僧伽制度論》，發起佛教復興運動，建立新的僧團制度，翌年改名《海潮音》月刊。1920年，太虚大師前往武汉讲解心经，受到当地僧众拥戴，成立汉口佛教会。1921年，住持杭州净慈寺，后因受到非议，年底再次前往武汉，受私立武昌中华大学之聘，讲解哲学和因明学。1922年，任武昌佛学院院长，次年创建世界佛教联合会，任会长。1928年，出访欧洲，传播佛教教义。

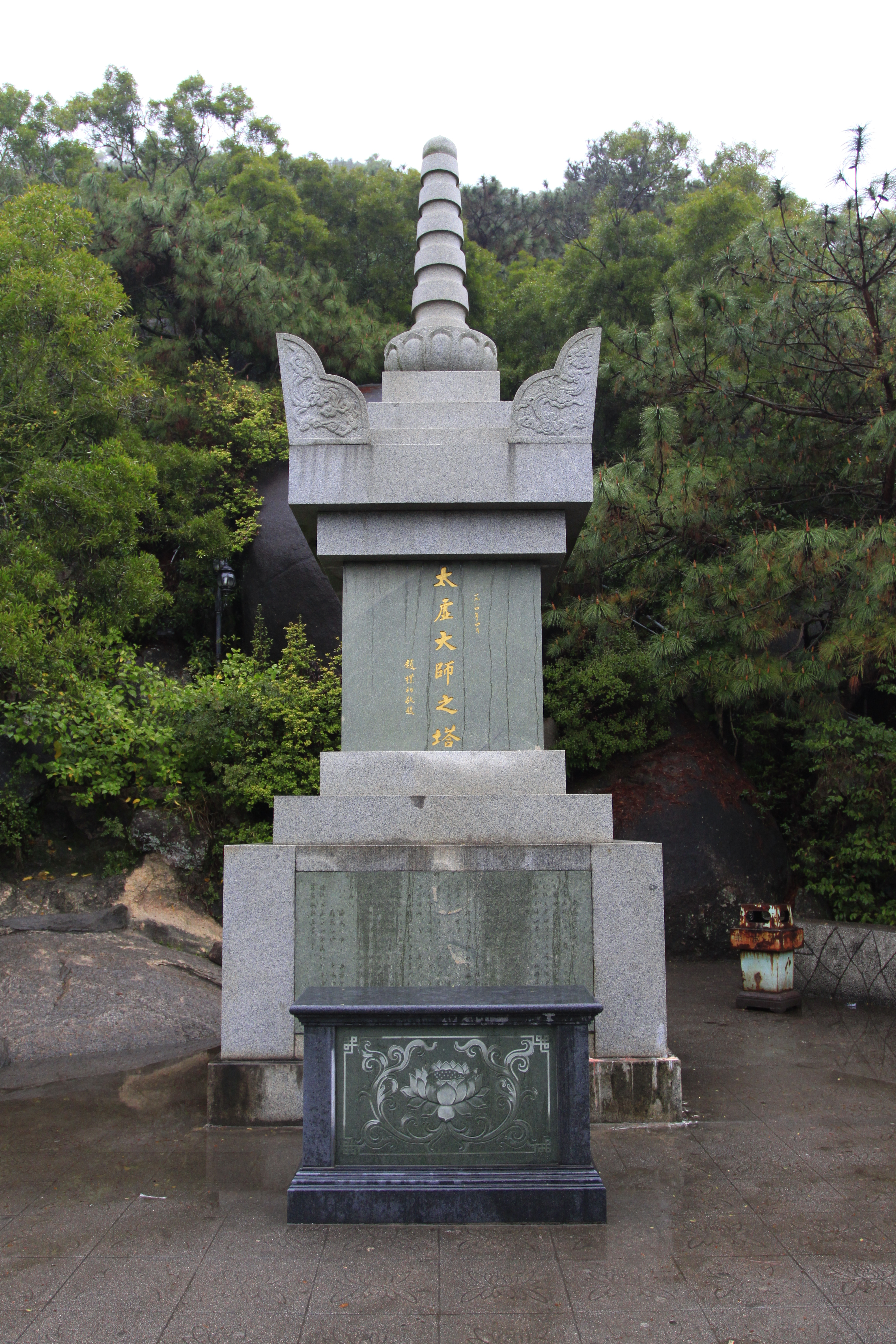
位于厦门南普陀寺的太虚大师之塔

抗日战争爆发后，前往东南亚各地组织当地华侨募捐，支持抗战。1943年，和于斌、冯玉祥、白崇禧等人成立宗教联谊会。抗战胜利后，被国民政府授予抗戰胜利勋章。
1947年3月17日，太虚大師在上海玉佛寺因脑溢血圆寂，葬于浙江奉化雪窦山。太虚大師遺體火化後留下三百多顆舍利子，而且心臟久焚不化，最後燒成一顆碩大的金剛舍利。他所提倡的「人生佛教」理念對佛教界影響極大，與印光、虛雲、弘一三位大師並稱為民初四大師。

## 思想
太虛在《相宗新舊兩譯不同論書後》一文中，自述：
余初從八指頭陀參禪及依水月禪師誦持楞嚴、法華等，亦從道階法師、楊仁老、諦閑法師等，究天台、賢首教義及相宗八要、唯識心要諸書。與圓瑛、雲泉、靜觀、昱山等為友。然於佛法之悟入，乃在慈溪西方寺之閱大般若經。由此以融照禪、淨、台、賢，及華嚴、法華、楞嚴、涅槃，與起信、中觀、大智度、十住毗婆娑等論，皆燦若心影了無疑滯。

## 著作
- . 善導寺佛經流通處. 1950.
- . 普導寺佛經流通處. 1980.

第一編：佛法總學; 第二編：五乘共學;第三編：三乘共學;第四編：大乘通學;第五編, 法性空慧學;第六編：法相唯識學;第七編, 法界圓覺寺; 第八編：律釋;第九編, 制議;第十編：學行;第11編, 宗依論;第12編, 宗體論;第13編, 宗用論;第14編, 支論;第15編, 時論;第16編, 書評;第17編, 酬對;第18編, 演講;第19編, 文叢;第20編, 詩存.
- . 華夏出版社. 2012. ISBN 9787508069036.

- . 海潮音雜誌社. 1923.
- . 南洋佛教雜誌社. 1977.
- . 台灣印經處. 1958.
- . 大乘文化. 1978.
- . 大乘文化. 1978.
- . 大乘文化. 1979.
- . 大乘文化. 1979.
- . 海潮音雜誌社. 1980.
- . 海潮音雜誌社. 1981.
- . 波沙山彌勒菩薩道場. 2001.
- . 商務印書館. 2004.
- (PDF). 慧炬雜誌社. 2007.
- (PDF). 慧炬雜誌社. 2008.
- (PDF). 慧炬雜誌社. 2009.

## 徒弟
- 印順法師（1906年—2005年）—（台湾花蓮縣新城鄉）毕生推行人间佛教，承继于太虚大师的“人生佛教”主张而来。慈濟基金會證嚴法師（1937年—至今）的入门师父。
- 東初法師（1908年—1977年）—（台灣台北市北投區）法鼓山聖嚴法師（1929年—2009年）的入门师父、果東法師的師祖。
- 大醒法師（1900年—1952年）—創辦《现代僧伽》、《现代佛教》週刊及《海潮音》等佛教杂志。[7]
- 大勇法師（1893年—1929年）—民国初期将藏传佛教引进中國內地。
- 慈航法師（1893年—1954年）—台灣佛教界第一位肉身菩薩，（台灣新北市樹林區）海明禪寺悟明長老（1910年—2011年）的入门师父、聖輪法師的師祖。
- 了参法師（1916年—1985年）—依止太虚大师进入汉藏教理院本科深造，为太虚大师在1946年派往斯里兰卡学习南传佛教的留学僧之一，研究南传上座部佛教的学者。完成了《法句經》、《清净道论》、《摄阿毘达磨义论》等三部上座部经论的翻译。
- 法舫法師（1904年—1951年）—將大乘佛教引進錫蘭，於1949年擔任湖南大溈山密印寺住持，熟諳英、日、梵、巴利諸文，精研法相，著述甚豐，有《唯識史觀及其哲學》、《佛學對於人生之看法》、《一個學佛者的程序》、《真理之光》、《金剛經演講詞》、《印度之文化人》等著作，並譯有《阿毘達磨攝義論》、《吉祥經》等。
- 芝峰法師（1901年—1971年）—曾翻譯日文版的《禪學講話》，主編過《現代僧伽》、《人海燈》、《海潮音》等佛教刊物，也在廈門大學講授《成唯識論》。
- 羅時憲教授（1914年—1993年）— 皈依太虛大師廣習天台、唯識、中觀之學。早年著作有《大乘掌中論略疏》、《唯識學之源流》、《唐五代之法難與中國佛教》。一九四九年抵香港，除教學外，更宣講《成唯識論》、《解深密經》、《金剛經》、《因明入正理論》，及佛學專題等，達數十年之久，對佛法在香港之流布，貢獻極大。一九六五年，創立法相學會，出版《法相學會集刊》。著作除上記外，另有《能斷金剛般若波羅蜜多經纂釋》、《成唯識論述記刪注》等。 [8]